# Chris Godwin
Rod Christopher Godwin Jr. (Filadelfia, 27 febbraio 1996) è un giocatore di football americano statunitense che milita nel ruolo di wide receiver per i Tampa Bay Buccaneers della National Football League (NFL).

## Carriera professionistica

### Tampa Bay Buccaneers
Godwin al college giocò a football con i Penn State Nittany Lions dal 2014 al 2016. Fu scelto nel corso del terzo giro (84º assoluto) nel Draft NFL 2017 dai Tampa Bay Buccaneers. Debuttò come professionista subentrando nella gara del 17 settembre contro i Chicago Bears ricevendo un passaggio da 14 yard dal quarterback Jameis Winston. Nell'ultimo turno fu premiato come miglior giocatore offensivo della NFC della settimana dopo avere ricevuto 111 yard e segnato il primo touchdown in carriera a 39 secondi dal termine che diede ai Bucs la vittoria sui New Orleans Saints. La sua stagione da rookie si chiuse con 34 ricezioni per 525 yard disputando tutte le 16 partite, di cui 2 come titolare. L'anno successivo salì a 59 ricezioni per 842 yard e 7 touchdown.
Nella stagione 2019 Godwin divenne stabilmente titolare. Nel quarto turno contro i Los Angeles Rams ricevette un record in carriera di 12 passaggi per 172 yard e 2 touchdown nella vittoria per 55-40. Nel dodicesimo turno ricevette un primato personale di 184 yard e 2 touchdown nella vittoria sugli Atlanta Falcons, venendo premiato come giocatore offensivo della NFC della settimana. Nel 15º turno, dopo avere ricevuto 5 passaggi per 121 yard, Godwin fu costretto a lasciare il campo per un infortunio alla gamba sinistra che pose fine alla sua stagione. A fine stagione fu convocato per il suo primo Pro Bowl e inserito nel Second-team All-Pro dopo avere ricevuto 1.333 yard (terzo nella NFL) e 9 touchdown (quarto).
Nel 2020 Godwin cedette il numero 12 al neoacquisto Tom Brady, passando al numero 14. Nel primo turno di playoff contro il Washington Football Team fece registrare 5 ricezioni per 79 yard e segnò il suo primo touchdown nella post-season. Nel turno successivo contro I Saints ebbe 4 ricezioni per 34 yard nella vittoria esterna per 30–20. Nella finale della NFC contro i Green Bay Packers, Godwin mise a referto 5 ricezioni per 110 yard nella vittoria al Lambeau Field per 31–26 che portò i Buccaneers al Super Bowl LV. Il 7 febbraio 2021, nella finalissima contro i Kansas City Chiefs campioni in carica, ricevette 2 passaggi per 9 yard nella vittoria per 31-9, conquistando il suo primo titolo.
Nel marzo del 2021 i Buccaneers applicarono su Godwin la franchise tag. Nella prima partita della nuova stagione ricevette 105 yard e un touchdown nella vittoria sui Cowboys. La settimana successiva contro gli Atlanta Falcons ebbe 4 ricezioni per 62 yard e un touchdown nella vittoria per 48-25. Nel terzo turno contro i Los Angeles Rams, Godwin fece registrare 74 yard ricevute e segnò il suo primo touchdown su corsa in carriera. Nella vittoria della settimana 7 per 38–3 sui Chicago Bears mise a referto 8 ricezioni per 111 yard e un touchdown. Nella gara successiva contro i New Orleans Saints ebbe altre 8 ricezioni per 140 yard e un touchdown nella sconfitta esterna per 36-27. Nella vittoria della settimana 11 per 30–10 contro i New York Giants, Godwin fece registrare 6 ricezioni per 65 yard e un touchdown. Nella vittoria della settimana 13 contro i Falcons, Godwin stabilì un record di franchigia con 15 ricezioni per 143 yard.
Il 19 dicembre 2021 Godwin si ruppe il legamento crociato anteriore e si lesionò il legamento mediale collaterale nella sconfitta della settimana 15 per 9-0 contro i Saints, chiudendo in anticipo la sua annata. La sua stagione si chiuse con 98 ricezioni per 1.103 yard, 5 touchdown su ricezione e uno su corsa.
Nel marzo 2022 su Godwin fu di nuovo applicata la franchise tag. Una settimana dopo firmò un nuovo contratto triennale del valore di 60 milioni di dollari, 40 milioni dei quali garantiti. In quella stagione, l'ultima con Tom Brady prima del ritiro, ricevette un nuovo primato personale di 104 passaggi, per 1.023 yard e 3 touchdown.
Nell'ottavo turno della stagione 2023 Godwin ricevette il primo touchdown dell'anno dal nuovo quarterback Baker Mayfield. Nel quindicesimo turno ebbe i massimi stagionali in ricezioni (10) e yard ricevute (155) nella vittoria esterna sui Green Bay Packers. Nell'ultimo turno superò le mille yard in stagione, eguagliando il compagno Mike Evans. I due divennero l'ottava coppia della storia a ricevere entrambi mille yard in tre diverse stagioni. Nel primo turno di playoff andò a segno nella vittoria a sorpresa sugli Eagles.
Nel secondo turno della stagione 2024 Godwin ricevette 7 passaggi per 117 yard e un touchdown, nella vittoria sui Lions che avevano eliminato i Bucs dai playoff nell'anno precedente. Nella settimana 6 ricevette 125 yard e 2 touchdown nella vittoria sui Saints.
Il 10 marzo 2025 Godwin firmò un nuovo contratto triennale del valore di 66 milioni di dollari.

## Palmarès

### Franchigia
- Super Bowl : 1

Tampa Bay Buccaneers: LV
- National Football Conference Championship: 1

Tampa Bay Buccaneers: 2020

### Individuale
- Convocazioni al Pro Bowl: 1

2019
- Second-team All-Pro: 1

2019
- Giocatore offensivo della NFC della settimana: 2

17ª del 2017, 12ª del 2019